# Route nationale 58 (Estonie)
Pour les articles homonymes, voir Route nationale 58.
La route nationale 58 (Tugimaantee 58) est une route nationale estonienne reliant Pärnjõe (en) à Kergu. Elle mesure 12,2 km.

## Tracé
- Comté de Pärnu
  - Pärnjõe (en)
  - Aluste
  - Viluvere (en)
  - Sohlu (en)
  - Kergu